# Mistrzostwa Europy w Saneczkarstwie 2021
52. Mistrzostwa Europy w saneczkarstwie 2021 zostały rozegrane w dniach 9 – 10 stycznia 2021 roku w łotewskiej Siguldzie. Mistrzostwa odbyły się w ramach zawodów zaliczanych do klasyfikacji Pucharu Świata w sezonie 2020/2021. Zawodnicy rywalizowali w czterech konkurencjach: jedynkach kobiet, jedynkach mężczyzn, dwójkach mężczyzn oraz w sztafecie mieszanej.

## Terminarz i medaliści
| Data             | Konkurencja       | Złoto                                                                                 | Srebro                                                           | Brąz                                                                  |
| ---------------- | ----------------- | ------------------------------------------------------------------------------------- | ---------------------------------------------------------------- | --------------------------------------------------------------------- |
| 10 stycznia 2021 | Jedynki kobiet    | Tatjana Iwanowa                                                                       | Natalie Geisenberger                                             | Wiktoria Diemczenko                                                   |
| 9 stycznia 2021  | Jedynki mężczyzn  | Felix Loch                                                                            | Johannes Ludwig                                                  | Dominik Fischnaller                                                   |
| 9 stycznia 2021  | Dwójki mężczyzn   | Łotwa Andris Šics · Juris Šics                                                        | Niemcy Tobias Wendl · Tobias Arlt                                | Łotwa Mārtiņš Bots · Roberts Plūme                                    |
| 10 stycznia 2021 | Sztafeta mieszana | Rosja Tatjana Iwanowa · Siemion Pawliczenko · Wsewołod Kaszkin · Konstantin Korszunow | Łotwa Elīza Tīruma · Artūrs Dārznieks · Andris Šics · Juris Šics | Niemcy Natalie Geisenberger · Felix Loch · Tobias Wendl · Tobias Arlt |

## Wyniki

### Jedynki kobiet
| Medal | Zawodniczka           | Narodowość | 1. zjazd | 2. zjazd | Czas     | Strata |
| ----- | --------------------- | ---------- | -------- | -------- | -------- | ------ |
|       | Tatjana Iwanowa       | Rosja      |          |          | 1:23.594 | -      |
|       | Natalie Geisenberger  | Niemcy     |          |          |          | +0.052 |
|       | Wiktoria Diemczenko   | Rosja      |          |          |          | +0.161 |
| 4.    | Julia Taubitz         | Niemcy     |          |          |          | +0.310 |
| 5.    | Elīna leva Vītola     | Łotwa      |          |          |          | +0.400 |
| 6.    | Elīza Tīruma          | Łotwa      |          |          |          | +0.431 |
| 7.    | Ulla Zirne            | Łotwa      |          |          |          | +0.469 |
| 8.    | Jekatierina Katnikowa | Rosja      |          |          |          | +0.486 |
| 9.    | Madeleine Egle        | Austria    |          |          |          | +0.520 |
| 10.   | Dajana Eitberger      | Niemcy     |          |          |          | +0.699 |
|       |                       |            |          |          |          |        |
| dnf   | Klaudia Domaradzka    | Polska     |          |          |          | dnf    |
| q     | Natalia Jamróz        | Polska     | -        | -        | -        | -      |
| q     | Anna Bryk             | Polska     | -        | -        | -        | -      |

### Jedynki mężczyzn
| Medal | Zawodniczka            | Narodowość | 1. zjazd | 2. zjazd | Czas     | Strata |
| ----- | ---------------------- | ---------- | -------- | -------- | -------- | ------ |
|       | Felix Loch             | Niemcy     |          |          | 1:35.884 | -      |
|       | Johannes Ludwig        | Niemcy     |          |          |          | +0.220 |
|       | Dominik Fischnaller    | Włochy     |          |          |          | +0.287 |
| 4.    | Artūrs Dārznieks       | Łotwa      |          |          |          | +0.308 |
| 5.    | Siemion Pawliczenko    | Rosja      |          |          |          | +0.371 |
| 6.    | Aleksandr Gorbaczewicz | Rosja      |          |          |          | +0.408 |
| 7.    | Roman Riepiłow         | Rosja      |          |          |          | +0.419 |
| 8.    | Nico Gleirscher        | Austria    |          |          |          | +0.559 |
| 9.    | Wolfgang Kindl         | Austria    |          |          |          | +0.614 |
| 10.   | Max Langenhan          | Niemcy     |          |          |          | +0.693 |
|       |                        |            |          |          |          |        |
| 17.   | Mateusz Sochowicz      | Polska     |          |          |          | +1.430 |
| q     | Kacper Tarnawski       | Polska     | -        | -        | -        | -      |

### Dwójki mężczyzn
| Medal | Zawodnicy                             | Narodowość | 1. zjazd | 2. zjazd | Czas     | Strata  |
| ----- | ------------------------------------- | ---------- | -------- | -------- | -------- | ------- |
|       | Andris Šics Juris Šics                | Łotwa      |          |          | 1:23.610 | -       |
|       | Tobias Wendl Tobias Arlt              | Niemcy     |          |          |          | +0.029  |
|       | Mārtiņš Bots Roberts Plūme            | Łotwa      |          |          |          | +0.100  |
| 4.    | Wsewołod Kaszkin Konstantin Korszunow | Rosja      |          |          |          | +0.316  |
| 5.    | Thomas Steu Lorenz Koller             | Austria    |          |          |          | +0.336  |
| 6.    | Oskars Gudramovičs Pēteris Kalniņš    | Łotwa      |          |          |          | +0.350  |
| 7.    | Ludwig Rieder Patrick Rastner         | Włochy     |          |          |          | +0.408  |
| 8.    | Wojciech Chmielewski Jakub Kowalewski | Polska     |          |          |          | +0.726  |
| 9.    | Yannick Müller Armin Frauscher        | Austria    |          |          |          | +0.729  |
| 10.   | Emanuel Rieder Simon Kainzwaldner     | Włochy     |          |          |          | +0.796  |
|       |                                       |            |          |          |          |         |
| 21.   | Jakub Karaś Mateusz Karaś             | Polska     |          |          |          | +14.946 |

### Sztafeta mieszana
| Medal | Zawodnicy                                                                  | Narodowość | Czas     | Strata |
| ----- | -------------------------------------------------------------------------- | ---------- | -------- | ------ |
|       | Tatjana Iwanowa Siemion Pawliczenko Wsewołod Kaszkin Konstantin Korszunow  | Rosja      | 2:12.833 | -      |
|       | Elīza Tīruma Artūrs Dārznieks Andris Šics Juris Šics                       | Łotwa      | 2:13.000 | +0.167 |
|       | Natalie Geisenberger Felix Loch Tobias Wendl Tobias Arlt                   | Niemcy     | 2:13.022 | +0.189 |
| 4.    | Andrea Vötter Dominik Fischnaller Ludwig Rieder Patrick Rastner            | Włochy     | 2:13.649 | +0.816 |
| 5.    | Katarína Šimoňáková Jozef Ninis Tomáš Vaverčák Matej Zmij                  | Słowacja   | 2:14.861 | +2.028 |
| 6.    | Ołena Stećkiw Andrij Mandzij Ihor Stachiw Andrij Lisiecki                  | Ukraina    | 2:15.093 | +2.260 |
| 7.    | Klaudia Domaradzka Mateusz Sochowicz Wojciech Chmielewski Jakub Kowalewski | Polska     | 2:15.417 | +2.584 |
| dsq   | Madeleine Egle Nico Gleirscher Thomas Steu Lorenz Koller                   | Austria    | -        | dsq    |

## Klasyfikacja medalowa
| Miejsce | Państwo | złoto | srebro | brąz | Razem |
| ------- | ------- | ----- | ------ | ---- | ----- |
| 1.      | Rosja   | 2     | 0      | 1    | 3     |
| 2.      | Niemcy  | 1     | 3      | 1    | 5     |
| 2.      | Łotwa   | 1     | 1      | 1    | 3     |
| 4.      | Włochy  | 0     | 0      | 1    | 1     |